# Montouliers
Montouliers is een gemeente in het Franse departement Hérault (regio Occitanie) en telt 201 inwoners (1999). De plaats maakt deel uit van het arrondissement Béziers.

## Geografie
De oppervlakte van Montouliers bedraagt 7,8 km2, de bevolkingsdichtheid is 25,8 inwoners per km2.
De onderstaande kaart toont de ligging van Montouliers met de belangrijkste infrastructuur en aangrenzende gemeenten.

## Demografie
Onderstaande figuur toont het verloop van het inwonertal (bron: INSEE-tellingen).

## Dinosauriër
In 2022 werd een vrijwel compleet skelet van een titanosauriër gevonden in Montouliers, toen Damien Boschetto zijn hond uitliet en hij een bot zag uitsteken op een plek waar een aardverschuiving had plaatsgevonden. Hij waarschuwde specialisten, maar verder werd de locatie geheim gehouden om vandalisme te voorkomen. Het skelet zal tentoongesteld worden in het museum van de Association Culturelle Archéologique et Paléontologique in het nabijgelegen dorp Cruzy.
De locatie heeft meer fossiele vondsten voortgebracht waaronder Obelignathus.